# Barzakh
Albums de Anouar Brahem
Conte de l'Incroyable Amour
(1992)
Barzakh est le premier album du musicien de jazz tunisien Anouar Brahem, paru en 1991 sous le label ECM.
Anouar Brahem (oud) est accompagné sur cet album de Béchir Selmi au violon et de Lassâad Hosni aux percussions.
Cet album de 13 morceaux est qualifié de « pure beauté »  par AllMusic, qui considère que « d'un bout à l'autre de l'album, Brahem et les autres construisent une séduisant mélange de sonorités moyen-orientales et de phrasé jazz ».

## Historique
L'album, produit par Manfred Eicher, a été enregistré en 1991 par Jan Erik Kongshaug pour le label ECM. 
La conception de la jaquette a été assurée par Barbara Wojirsch et la photographie est de Moncef Fehri.

## Titres
Les compositions sont de la plume d'Anouar Brahem, de Béchir Selmi et de Lassâad Hosni.
1. Raf Raf
2. Barzakh
3. Sadir
4. Ronda
5. Hou
6. Sarandib
7. Souga
8. Parfum de Gitane
9. Bou Naouara
10. Kerkenah
11. La Nuit des yeux
12. Le Belvédère assiégé
13. Qaf

## Musiciens
- Anouar Brahem : oud
- Béchir Selmi : violon
- Lassâad Hosni : percussions